# 周鳳翥
周鳳翥（?—?），貴州省遵義府遵義縣人，清朝政治人物、進士出身。
光緒九年（1883年）癸未科進士，二甲一百二十三名，同年五月，著交吏部掣签分发各省，以知县即用，後官山西河曲縣知縣。